# Pennocrucium
Pennocrucium fu un insediamento civile e militare della Britannia romana, posto lungo la Watling Street in corrispondenza all'attuale Water Eaton, appena a sud di Penkridge, nella contea inglese dello Staffordshire, con attestazioni di occupazione dalla metà del I secolo d.C. fino al IV secolo.
Nell'Itinerario antonino del II secolo, si fa riferimento a Pennocrucio, una stazione posta a 12 miglia da Uxacona (vicino all'attuale Oakengates) e a 12 miglia da Letocetum (Wall, vicino a Lichfield).
Il sito esatto dell'insediamento di Pennocrucium fu identificato sulla base di fotografie aeree solamente nel 1946 e negli anni seguenti vi furono effettuati scavi da Kenneth St Joseph.
Pennocrucium era un importante nodo stradale lungo la Watling Street - la principale strada romana che attraverso le Midlands collegava Viroconium Cornoviorum (Wroxeter) - e sorgeva a 700 metri a est dell'attraversamento della strada sul fiume Penk; da essa si diramavano le strade che conducevano verso nord a Mediolanum (Whitchurch) e verso sud in direzione di Greensforge, vicino a Kinver e Metchley Fort, nel Birmingham

## Descrizione
Il principale sito civile atto alla difesa era un'area recintata di forma rettangolare, che misurava circa 140 m da nord a sud e circa 210 m da est a ovest, disposto a cavallo della Watling Street e circondato da tre fossati.
Attorno all'insediamento difeso, potrebbe esserci stato un vicus civile, probabilmente allineato lungo la Watling Street.
800 m a nordest dell'insediamento civile si trova un'area recintata da un ampio doppio fossato identificato come una probabile fortezza di vessillazione, con due forti più piccoli che si trovavano rispettivamente a 210 a sudest e a 60 m a nord della Watling Street, sulle rive opposte del fiume Penk.
Cinque recinti a singolo fossato nelle vicinanze sono stati identificati come campi temporanei di marcia.